# Камедь

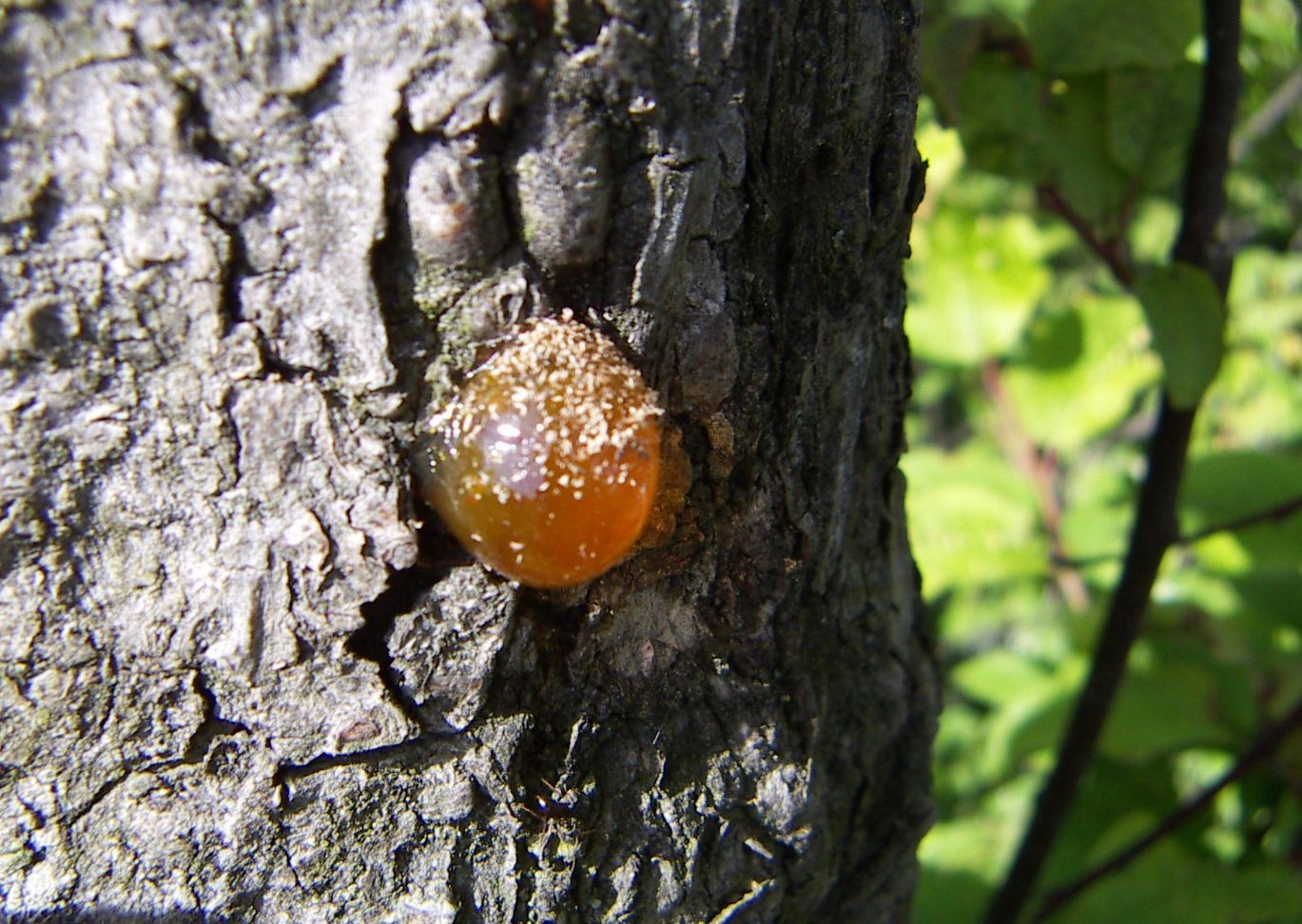
Выделение камеди на дереве сливы

Каме́дь, гу́мми (от греч. κομμίδιον, κόμμι) — высокомолекулярный углевод, главный компонент экссудатов (флоэмного сока, выпотов), выделяемых растениями при механических повреждениях коры или заболеваниях.

## Виды камеди
Камедь — это натуральное вещество, которое получают из различных источников, таких как растения, деревья и бактерии. Они используются в качестве загустителей, стабилизаторов и эмульгаторов в различных промышленных процессах.
Камеди представляют собой растворимые в воде или набухающие в ней полимеры моносахаридов — глюкозы, галактозы, арабинозы, рамнозы, уроновых кислот. К камедям относят также полисахариды микроорганизмов — в частности, накапливаемые в культуральной жидкости производные, получаемые модификацией полисахаридов природного происхождения (например, целлюлозы, крахмала).
Камеди могут быть классифицированы по источнику получения. При этом камеди могут быть полиэлектролитами или незаряженными соединениями. Многие камеди используются как пищевые добавки (имеют E-код):
- Камеди, получаемые из водорослей:
  - Полиэлектролиты:
    - Агар (E406)
    - Альгиновая кислота (E400) и альгинат натрия (E401)
    - Каррагинан (E407)
- Камеди, добываемые из наземных растений:
  - Полиэлектролиты:
    - Гуммиарабик (E414) — из сока акации (Acacia)
    - Гуммигати (ghatti) — из сока деревьев рода Anogeissus
    - Трагакант (E413) — из сока кустарников рода астрагал (Astragalus)
    - Камедь карайи (E416) — из сока деревьев рода стеркулия (Sterculia)

  - Незаряженные:
    - Гуаровая камедь (E412) — из гуара (guar beans)
    - Камедь рожкового дерева (E410) — из семян рожкового дерева
    - Бета-глюкан — из овсяных или ячменных отрубей
    - Даммарская камедь — сок деревьев из семейства диптерокарповые (Dipterocarpaceae)
    - Глюкоманнан (E425) — из растения аморфофаллус коньяк
    - Шелуха семян подорожника (Plantago)
    - Камедь тары (E417) — из семян дерева тара
- Натуральные камеди, получаемые бактериальной ферментацией:
  - Полиэлектролиты:
    - Геллановая камедь (E418)

  - Незаряженные:
    - Ксантан или ксантановая камедь (E415)

Камедь получают из водорослей путём экстракции. Водоросли собирают, измельчают и помещают в воду. Затем воду нагревают, чтобы извлечь камедь. Камедь остаётся в воде, а остальные компоненты водорослей удаляются. Затем камедь отделяют от воды и сушат.
Камедь получают из растений путём сбора сока. Сок собирают из деревьев или растений, которые производят камедь. Затем сок очищают от примесей и высушивают.
Некоторые камеди получают путём бактериальной ферментации. Бактерии вводят в раствор, содержащий сахара́ или другие питательные вещества. Бактерии начинают размножаться и потреблять питательные вещества, производя камедь в процессе. Затем камедь отделяют от бактерий и других отходов процесса.

## Применение
Камеди используют в пищевых добавках, бумажной и других отраслях промышленности в качестве клеёв, стабилизаторов эмульсий и суспензий, в качестве растворов высокой вязкости. Как регуляторы вязкости и модификаторы структуры пищевых продуктов камеди обычно подразделяются на загустители и гелеобразователи, однако чёткой границы между ними нет и некоторые камеди используются тем и другим способом. В медицине камеди применяются как слизи, которые уменьшают раздражение, вызываемое некоторыми лекарственными веществами, и понижают всасывание, а также для приготовления пилюль и эмульсий.
Агар — это натуральный загуститель, который получают из красных водорослей. Он используется в пищевой промышленности для приготовления желе, джемов и других продуктов. Альгиновая кислота — это полисахарид, который получают из бурых водорослей. Она используется в пищевой промышленности как стабилизатор и загуститель. Альгинат натрия — это соль альгиновой кислоты, которая также используется в качестве загустителя и стабилизатора. Каррагинан — это полисахарид, полученный из красных водорослей. Он также используется в пищевой промышленности как загуститель и стабилизатор.
Гуммиарабик — это камедь, которую получают из сока некоторых видов акаций. Она используется в качестве загустителя в пищевой промышленности и в косметике.
Гуаровая камедь — это камедь, полученная из семян растения гуар. Она используется как загуститель в пищевой промышленности, а также в косметической и фармацевтической отраслях.
Бета-глюкан — это полисахарид, который содержится в некоторых растениях, в том числе в овсе. Он обладает многими полезными свойствами, включая улучшение здоровья сердца и снижение уровня холестерина.
Шелуха семян подорожника — это отход производства масла из семян подорожника. Она содержит много клетчатки и может использоваться как добавка к корму для животных.
Геллановая камедь (или гель семян камелии) — это загуститель растительного происхождения, который получают из семян китайской камелии. Он используется в пищевых продуктах для загущения и стабилизации структуры.
Ксантан (или ксантановая камедь) — это бактериальный полисахарид, который используется в качестве загустителя и стабилизатора в пищевых продуктах, а также в косметических и фармацевтических продуктах. Он производится бактерией Xanthomonas campestris и обладает высокой вязкостью при низких концентрациях. Ксантановая и гуаровая камеди применяются для стабилизации растворов, повышения эластичности и вязкости. Добавляются при изготовлении кремов, джемов, желе и соусов, молочных продуктов (десертов, йогуртов, сыров), хлебобулочных изделий.
В мясоперерабатывающей промышленности камедь применяется для удержания влаги в готовом пищевом продукте при изготовлении колбасных изделий, фаршей, мясных консервов.
Увлажняющие и влагоудерживающие свойства этого вещества востребованы при производстве косметики — кремов, лосьонов, гелей, масок, пенок, зубных паст. Добавка улучшает текстуру косметических средств, обеспечивает её однородность, повышает пенообразование.
В фармацевтической промышленности камедь применяется при производстве антикоагулянтов, кровезаменителей, изготовлении капсул, суспензий.
| Ксантановая камедь                                                   | Гуаровая камедь                                                                                      |
| Хорошая растворимость в блюдах, содержащих сахар или соль            | Отсутствие влияния сахара и соли на растворимость                                                    |
| Сохранение вязкости в кислой среде                                   | Потеря вязкости в кислой среде                                                                       |
| Сохранение свойств при высоких температурах, применяется для выпечки | Потеря свойств при высоких температурах, востребована при производстве мороженого, майонеза, йогурта |
| Создание клейкой консистенции                                        | Создание более гелевой консистенции                                                                  |
| Сто́ит дороже гуаровой камеди                                         | Сто́ит дешевле ксантановой камеди                                                                     |

## Польза и вред
Преимущества использования камедей включают их способность улучшать текстуру, вкус и внешний вид продуктов, увеличивать их срок хранения, а также снижать затраты на производство. Камеди также являются экологически безопасными, поскольку они биоразлагаемы и не загрязняют окружающую среду.
Однако использование камедей также может иметь некоторые недостатки. Некоторые люди могут испытывать аллергические реакции на определённые виды камедей, а чрезмерное использование камедей может привести к проблемам с пищеварением. Кроме того, некоторые виды камедей могут быть дорогими в производстве, что может увеличить стоимость продуктов, в которых они используются.